# Какамоне (Таранто)
Какамоне (итал. Caccamone) је насеље у Италији у округу Таранто, региону Апулија.
Према процени из 2011. у насељу је живело 61 становника. Насеље се налази на надморској висини од 305 м.